# 28888 Agrusa
28888 Agrusa este o planetă minoră (asteroid), cu un diametru de 3,953 km, din centura de asteroizi. A fost descoperită pe 25 mai 2000 la Stația Anderson Mesa de Lowell Observatory Near-Earth-Object Search și a fost numită după Harrison F. Agrusa⁠(d). 
Obiectul prezintă o orbită caracterizată de o semiaxă mare de 2,5689196 UAi, o excentricitate de 0,13, o înclinație de 5,97438 ° în raport cu ecliptica.